# Ferdinand Gustav Lindner

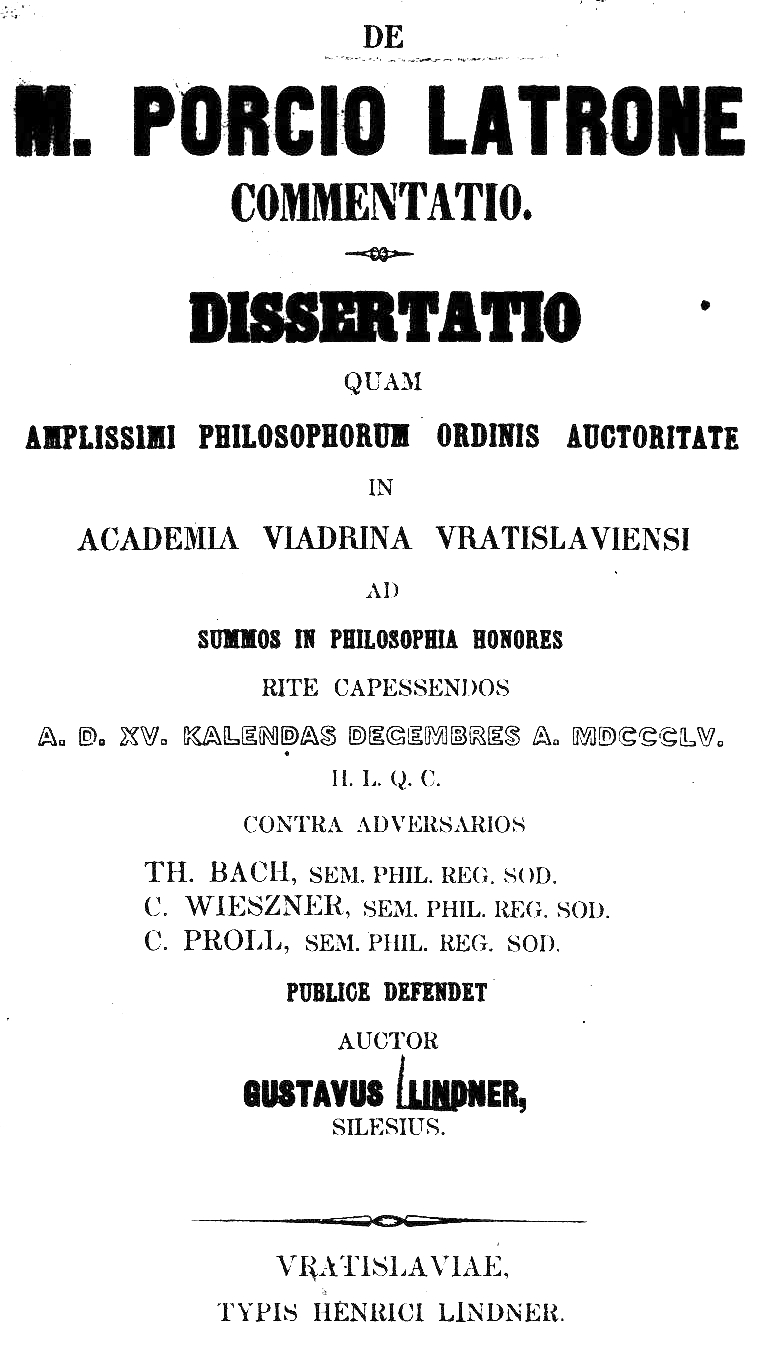
Titelblatt der Dissertation 1855

Ferdinand Gustav Lindner (* 23. Januar 1833 in Breslau, Provinz Schlesien; † 11. September 1893) war ein 
deutscher Lehrer (Gymnasialprofessor) und  Altphilologe. Er veröffentlichte lateinische Abhandlungen, commentationes, zu fünf römischen Rhetoriklehrern der augusteischen Zeit: Marcus Porcius Latro, Lucius Cestius Pius, Gaius Albucius Silus, Arellius Fuscus und Lucius Iunius Gallio.

## Leben
Seine Eltern waren der Strumpfwirker Ferdinand Lindner und Wilhelmine, geborene Lang († 1836); Ferdinand Gustav war evangelisch getauft. Nach dem Besuch der Elementarschule wechselte er im September 1842 an das Magdalenäum in Breslau, an dem er im April 1851 das Reifezeugnis erlangte. Anschließend studierte er Klassischen Philologie an der Universität Breslau – vornehmlich bei Friedrich Haase und Julius Ambrosch –, an der er am 16. November 1855 mit der Dissertation „De M. Porcio Latrone commentatio“ promoviert wurde. 
Am 1. Dezember 1855 begann er die Lehrerausbildung am Lehrerseminar der Steinbart'schen Erziehungs- und Unterrichts-Anstalten in Züllichau, absolvierte zwischenzeitlich im Sommer 1857 einen sechswöchigen Militärdienst in Frankfurt an der Oder und wurde am 31. Dezember 1857 nach Ablegung seines Amtseids vom Königlichen Pädagogium in Züllichau als Lehrer übernommen.
Es schloss sich eine typische Lehrerlaufbahn an. Ab September 1859 unterrichtete er als Oberlehrer an seinem ehemaligen Gymnasium, dem Magdalenäum. 1867 zum Prorektor an das Gymnasium in Hirschberg berufen, war er dort ab 1870 Direktor und blieb es bis zu seinem Eintritt in den Ruhestand Ende März 1893. Für seine Verdienste wurde er vom König zum Geheimen Regierungsrat und von der Stadt Hirschberg zum Ehrenbürger ernannt.

## Schriften
Fünf Rhetoren
Anknüpfend an seine Dissertation über Latro schrieb er vier weitere Abhandlungen.
- De M. Porcio Latrone commentatio, Dissertation, Breslau 1855 (mit Lebenslauf).
- De L. Cestio Pio commentatio, In: Jahresbericht der Steinbart'schen Erziehungs- und Unterrichtsanstalten bei Züllichau, 1858, S. 1–17 (Digitalisat).
- De Gaio Albucio Silo commentatio, Festschrift für das 50jährige Jubiläum der Neugründung der Königlichen Universität zu Breslau, Verlag Graß/Barth/Friedrich, Breslau 1861.
- De Arellio Fusco commentatio, in: Programm des Magdalenäum, Breslau 1862, S. 1–23.(Digitalisat)
- De Junio Gallione commentatio, Programm Gymnasium Hirschberg, 1868.(Digitalisat)

Andere Schriften
- Griechische Syntax, Verlag Gosohorsky/Maske, Breslau 1862 und 1872, 5. Auflage Freiburg im Breisgau 1881 (Digitalisat).
- Griechische Formenlehre, Verlag Gosohorsky/Maske, Breslau 1863.
- Eine handschriftliche Chronik von Hirschberg von 1740–1763, Programm Gymnasium Hirschberg, 1874.(Digitalisat)
- Kritische Bemerkungen zum Text einiger Schulschriftsteller, Programm Gymnasium Hirschberg, 1886.(Digitalisat)